# Mäusleinsmühle
Mäusleinsmühle ist ein Gemeindeteil des Marktes Pleinfeld im Landkreis Weißenburg-Gunzenhausen (Mittelfranken, Bayern). Mäusleinsmühle liegt in der Gemarkung Stirn.

## Lage
Die Einöde liegt im Fränkischen Seenland, 2,5 Kilometer nördlich von Pleinfeld an der Staatsstraße 2224, hier auch Mühlstraße genannt. Der Brombach fließt hindurch und mündet in die 100 m östlich verlaufende Schwäbische Rezat. Westlich liegt die Bahnstrecke Treuchtlingen–Nürnberg.

## Geschichte
Vor der Gemeindegebietsreform ein Gemeindeteil von Stirn, wurde Mäusleinsmühle am 1. Juli 1972 zusammen mit seinem Hauptort nach Pleinfeld eingegliedert.

## Baudenkmäler
An Baudenkmälern existieren das Brombachviadukt unter der Eisenbahnstrecke aus dem 19. Jahrhundert und das Wohn- und Mühlengebäude aus dem 18. Jahrhundert.